# Enchenreuth
Enchenreuth ist ein Gemeindeteil der Stadt Helmbrechts im Landkreis Hof (Oberfranken, Bayern). Der Ort liegt in der Gemarkung Enchenreuth.

## Geografie
Der ehemalige Markt liegt auf einem Höhenrücken des Frankenwaldes. Die Staatsstraße 2195 führt nach Heinersreuth (2,2 km westlich) bzw. nach Gösmes (1,6 km südöstlich). Die Staatsstraße 2158 führt nach Eppenreuth (4,2 km südwestlich) bzw. nach Lehsten (2 km östlich). Eine Gemeindeverbindungsstraße führt nach Oberbrumberg (1,2 km nördlich).

## Geschichte
Der Ortsname bedeutet ‚Zur Rodung des Enicho‘. Enchenreuth gehörte ursprünglich zum bambergischen Amt Radeck. Nach dessen Verfall wurde 1350 das Amt Enchenreuth gebildet. Während des Dreißigjährigen Krieges wurde der Ort verwüstet und von der Pest heimgesucht.
Gegen Ende des 18. Jahrhunderts bestand Enchenreuth aus 81 Anwesen. Das Hochgericht sowie die Dorf- und Gemeindeherrschaft übte nach wie vor das Amt Enchenreuth aus. Grundherren waren die Gemeinde (Brauhaus, 13 Wohn- und Tropfhäuser), die Pfarrei (Pfarrhaus, Pfarrgut) und das bambergische Kastenamt Stadtsteinach (Amtshaus, Jägerhaus, 1 Hof, 26 Halbhöfe, 2 Dreiachtelhöfe, 2 Viertelhöfe, 35 Wohn- und Tropfhäuser).
Als das Hochstift Bamberg infolge des Reichsdeputationshauptschlusses 1802/03 säkularisiert und unter Bruch der Reichsverfassung vom Kurfürstentum Pfalz-Baiern annektiert wurde, wurde Enchenreuth ein Bestandteil der bei der „napoleonischen Flurbereinigung“ gewaltsam in Besitz genommenen neubayerischen Gebiete.
Mit dem Gemeindeedikt wurde 1808 der Steuerdistrikt Enchenreuth gebildet. Zu diesem gehörten Bischofsmühle, Buckenreuth, Oberbrumberg und Unterbrumberg. Zugleich entstand die Ruralgemeinde Enchenreuth, die deckungsgleich mit dem Steuerdistrikt war. Sie war in Verwaltung und Gerichtsbarkeit dem Landgericht Stadtsteinach zugeordnet und in der Finanzverwaltung dem Rentamt Stadtsteinach (1919 in Finanzamt Stadtsteinach umbenannt). Am 6. August 1818 wurde die Gemeinde Köstenberg mit Köstenhof eingegliedert. Am 31. August 1860 wurde erneut die Gemeinde Köstenberg gebildet, zunächst ohne Köstenhof, das vor 1869 an Köstenberg abgegeben wurde. Ab 1862 gehörte Enchenreuth zum Bezirksamt Stadtsteinach (1939 in Landkreis Stadtsteinach umbenannt). Die Gerichtsbarkeit blieb beim Landgericht Stadtsteinach (1879 in Amtsgericht Stadtsteinach umgewandelt). Das Gemeindegebiet hatte 1964 eine Fläche von 6,395 km². Mit der Auflösung des Landkreises Stadtsteinach am 30. Juni 1972 gelangte die Gemeinde zunächst an den Landkreis Kulmbach. Am 1. Januar 1977 wurde die Gemeinde im Zuge der Gebietsreform in Bayern in die Gemeinde Helmbrechts eingegliedert und kam so zum Landkreis Hof.

## Baudenkmäler

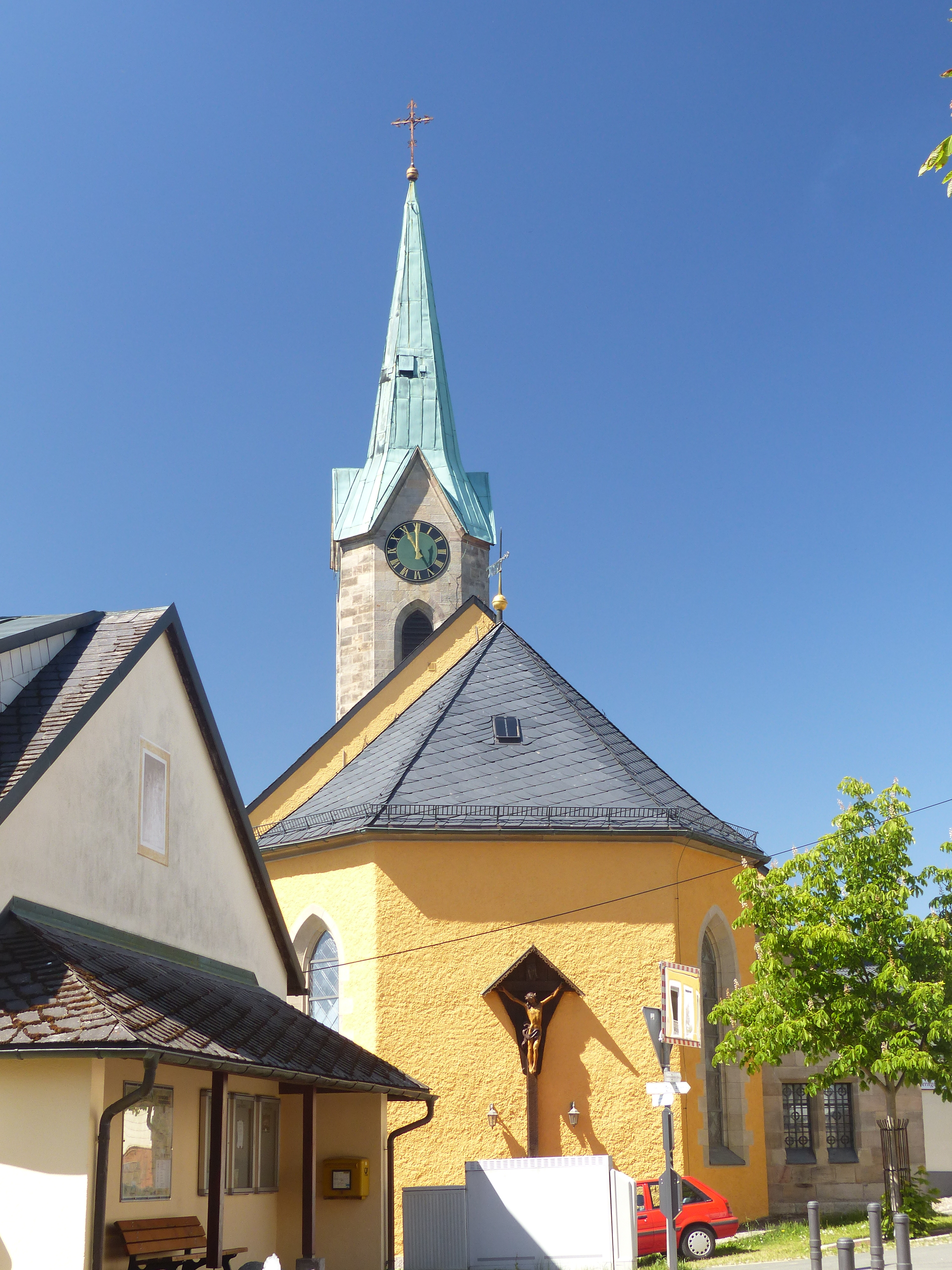
Die Pfarrkirche St. Jakobus der Ältere

In Enchenreuth gibt es vier Baudenkmäler:
- Am Pfarrgrund 13: Pfarrhaus und Scheune
- Kapellenstraße: Kapelle
- Kirchplatz 2: Pfarrkirche St. Jakobus der Ältere
- Untere Straße 15: Gasthaus „Zum grünen Baum“

ehemalige Baudenkmäler
- Haus Nr. 53: Ehemaliges Vogteigebäude. Der bestehende anspruchslose Bau im Wesentlichen nach dem Brand im Jahr 1881 neu errichtet. Zweigeschossiges, verputzt massives Walmdachhaus über hakenförmigem Grundriss. Das Erdgeschossmauerwerk der südöstlichen Langseite wohl noch 17./18. Jahrhundert, im Übrigen lediglich älteres Grundmauerwerk.[16]
- Ganghoferstraße 3: tonnengewölbter Keller

### Einwohnerentwicklung
Gemeinde Enchenreuth
| Jahr      | 1819   | 1840   | 1852   | 1855   | 1861   | 1867   | 1871   | 1875   | 1880   | 1885   | 1890   | 1895   | 1900   | 1905   | 1910   | 1919   | 1925   | 1933   | 1939   | 1946   | 1950   | 1952   | 1961   | 1970   |
| Einwohner | 626    | 1018   | 1049   | 1014   | 900    | 926    | 940    | 938    | 937    | 953    | 1001   | 984    | 988    | 1003   | 944    | 890    | 880    | 919    | 864    | 1049   | 1039   | 1044   | 882    | 858    |
| Häuser    |        |        |        |        |        |        | 105    |        |        | 108    | 111    |        | 113    |        |        |        | 122    |        |        |        | 138    |        | 165    |        |
| Quelle    | [ 18 ] | [ 10 ] | [ 10 ] | [ 10 ] | [ 19 ] | [ 11 ] | [ 20 ] | [ 21 ] | [ 22 ] | [ 23 ] | [ 24 ] | [ 10 ] | [ 25 ] | [ 10 ] | [ 26 ] | [ 10 ] | [ 27 ] | [ 10 ] | [ 10 ] | [ 10 ] | [ 28 ] | [ 10 ] | [ 12 ] | [ 29 ] |

Ort Enchenreuth
| Jahr      | 001818 | 001819 | 001861 | 001871 | 001885 | 001900 | 001925 | 001950 | 001961 | 001970 | 001987 |
| Einwohner |        | 500    | 730    | 757    | 807    | 853    | 765    | 941    | 804    | 800    | 601    |
| Häuser    | 81     |        |        |        | 89     | 92     | 103    | 138    | 145    |        | 198    |
| Quelle    | [ 8 ]  | [ 18 ] | [ 19 ] | [ 20 ] | [ 23 ] | [ 25 ] | [ 27 ] | [ 28 ] | [ 12 ] | [ 29 ] | [ 1 ]  |

## Religion
Enchenreuth ist Sitz der katholischen Pfarrei St. Jakobus der Ältere. Die protestantische Minderheit ist nach Heilige Dreifaltigkeit (Presseck) gepfarrt.